# Addytywność (fizyka)
Addytywność – cecha niektórych wielkości fizycznych (nazywanych wielkościami addytywnymi).
Wielkość fizyczna {\displaystyle W} opisująca układ fizyczny jest addytywna, jeśli wielkość ta dla całego układu jest sumą wielkości {\displaystyle W_{i}} odpowiadających składowym częściom tego układu fizycznego:
{\displaystyle W=\sum \limits _{i}{W_{i}}.}
Zakłada się przy tym, że poszczególne części układu są niezależne, choć znaczenie niezależności zależy od analizowanej wielkości. Dla energii całkowitego układu, addytywność jest zachowana, gdy składowe części nie oddziałują wzajemnie lub oddziaływania takie można zaniedbać. Przykładowo, gdy rozważamy gaz neutralnych atomów w równowadze termodynamicznej, którego cząsteczki nie oddziałują długozasięgowo, wówczas oddziałują jedynie cząsteczki leżące nie dalej niż zasięg oddziaływania od pola powierzchni styku wyróżnionych objętości (zwykle nie więcej niż kilka odległości międzyatomowych). O ile wyszczególnione objętości nie są mikroskopowe, cząsteczki oddziałujące z cząsteczkami z innej wyróżnionej objętości stanowią bardzo niewielką część wszystkich cząsteczek i wkład energii związanej z tymi oddziaływaniami można w większości zastosowań pominąć.
Wielkość addytywna może mieć charakter skalarny lub wektorowy.

## Przykłady

### Wielkości addytywne
Skalarne:
- ilość substancji
  - liczba atomów (ale nie w reakcjach jądrowych)
  - liczba cząsteczek lub liczność materii (liczba moli) (jednak nie muszą być stałe w czasie, gdy np. przebiegają reakcje chemiczne)
- masa (w fizyce klasycznej, ale nie w relatywistycznej)
- energia
- ładunek elektryczny
- moment bezwładności względem tej samej osi
- energia kinetyczna – tylko wówczas, gdy elementy układu nie oddziałują ze sobą

Wektorowe:
- pęd
- moment pędu.

### Wielkości nieaddytywne
- masa (w fizyce relatywistycznej)
- objętość (przy mieszaniu substancji stałych, roztworów i gazów, w pewnych warunkach są bliskie addytywności)
- objętość molowa związków chemicznych nie są sumą objętości molowych ich składników
- stężenie
- pH roztworu.

## Nieporozumienia związane z addytywnością
Addytywność bywa czasem rozumiana szerzej jako zdolność do sumowania danej wielkości fizycznej. A tak pojmowana addytywność jest cechą wszystkich wielkości fizycznych, np.
- temperatury – jeżeli temperatura ciała wynosi {\displaystyle t_{0}} i wzrośnie o {\displaystyle t_{1}} stopni, to końcowa temperatura wynosi {\displaystyle t_{0}+t_{1},}
- prędkości – prędkość ciała w układzie odniesienia {\displaystyle X0Y} jest sumą prędkości ciała w układzie {\displaystyle X'0'Y'} i prędkości układu {\displaystyle X'0'Y'} względem układu {\displaystyle X0Y} (w fizyce nierelatywistycznej),

podczas gdy ani temperatura ani prędkość nie spełniają ścisłej definicji addytywności, np. suma prędkości ciał nie jest równa prędkości całego układu.